# Mordellistena crassipyga
Mordellistena crassipyga es una especie de coleóptero de la familia Mordellidae.

## Distribución geográfica
Habita en México.